# Štefan Kušík
Štefan Kušík (20. října 1899 Dolná Ždaňa – 13. září 1985) byl slovenský a československý politik za Komunistickou stranu Slovenska (respektive za KSČ), poslanec Prozatímního Národního shromáždění a místopředseda Slovenské národní rady.

## Biografie
Do roku 1944 pracoval jako horník v Handlové. Za války se účastnil na odboji. Byl spolupracovníkem ilegálního vedení KSS.
Po válce byl odborářským funkcionářem. V období let 1945–1952 byl místopředsedou Slovenské odborové rady, v letech 1952–1967 zastával funkci předsedy slovenského výboru Svazu československých invalidů.
V letech 1945–1946 byl poslancem Prozatímního Národního shromáždění za KSS, respektive za Ústredie odborových zväzov Slovenska. V parlamentu setrval do parlamentních voleb v roce 1946. Po volbách roku 1948 se stal poslancem Slovenské národní rady a jejím místopředsedou, kde setrval do roku 1954.
IX. sjezd KSČ v roce 1949 ho zvolil náhradníkem ÚV KSČ. Zůstal jím do roku 1954. Roku 1955 mu byl udělen Řád republiky. A roku 1973 Řád Vítězného února.